# Арнак Помпадур
Арнак Помпадур (фр. Arnac-Pompadour) насеље је и општина у централној Француској у региону Лимузен, у департману Корез која припада префектури Бриве ла Гајар.
По подацима из 2011. године у општини је живело 1.195 становника, а густина насељености је износила 79,19 становника/km². Општина се простире на површини од 15,09 km². Налази се на средњој надморској висини од 419 метара (максималној 475 m, а минималној 279 m).

## Демографија
| 1962. | 1968. | 1975. | 1982. | 1990. | 1999. | 2011. |
| ----- | ----- | ----- | ----- | ----- | ----- | ----- |
| 1.272 | 1.359 | 1.441 | 1.467 | 1.444 | 1.334 | 1.195 |

График промене броја становника у току последњих година